# Jego nowe zajęcie
Jego nowe zajęcie (ang. His New Job) − amerykański film niemy z 1915 roku, w reżyserii Charliego Chaplina. 

## Obsada
- Charlie Chaplin
- Gloria Swanson
- Agnes Ayres – Sekretarka
- Leo White – Aktor, Huzar
- Henry Bergman
- Bud Jamison
- Charles Inslee – Reżyser
- Charlotte Mineau – Gwiazda filmowa
- Ben Turpin – Kolega Charliego
- Frank J. Coleman – Asystent dyrektora